# Farmer Boys
Farmer Boys es una banda alemana de Rock procedente de Stuttgart. Esta banda fue formada en 1994. En el álbum "Countrified", la canción "Never Let Me Down Again" es una versión del tema de la banda Depeche Mode y contiene la colaboración de Anneke Van Giersbergen vocalista de la banda holandesa The Gathering. El vocalista de la banda "Matthias Sayer" colaboró en el sencillo Hope Vol. 2, de la banda finlandesa Apocalyptica. Su último lanzamiento fue el álbum de estudio "The Other Side". Desde 2017 la banda se encuentra trabajando en su quinto álbum de estudio, del cual revelaron el primer sencillo titulado You and Me, lanzado el 21 de abril.

## Miembros

### Actuales
- Matthias Sayer - Voz (1994)
- Alexander Scholpp - Guitarra (1994)
- Denis Hummel - Teclado (1994)
- Antonio Leva - Bajo (1999)
- Till Hartmann - Batería (1994)

### Anteriores
- Ralf Bozenhart - Bajo (1994 - 1999)

## Discografía

### Álbumes
| Year | Title                     | Posición |
| Year | Title                     | ALE      |
| ---- | ------------------------- | -------- |
| 1996 | "Countrified"             | —        |
| 1997 | "Till the Cows Come Home" | —        |
| 2000 | "The World Is Ours"       | 27       |
| 2004 | "The Other Side"          | 70       |
| 2018 | "Born Again"              | —        |

### Singles & EP
- Call Me A Hog Demo Tape (1994)
- Farm Sweet Farm (1996)
- Till The Cows Come Home (1997)
- Here Comes The Pain (2000) Este Demo contiene el Video Oficial que fue censurado y cancelado al público por su alto contenido obsceno y de temática satanica. Hasta el día de hoy el video solo se puede encontrar en páginas para adultos y solo se permite a aquellos que se encuentran registrados en estas.
- If You Ever Leave Me Standing (2000)
- While God Was Sleeping (2000)
- Stay Like This Forever (2004)
- The Other Side (2004)
- You and Me (2017)

## Videos
- Farm Sweet Farm (1996)
- Never Let Me Down Again (1996)
- Here Comes The Pain (2000)
- If You Ever Leave Me Standing (2000)
- Stay Like This Forever (2004)
- You And Me (2017)
- Isle Of The Dead (Acoustic) (2021)